# Unterreit
Unterreit er en kommune i Landkreis Mühldorf am Inn i den østlige del af regierungsbezirk Oberbayern i den tyske delstat Bayern.
Den er en del af Verwaltungsgemeinschaft Gars am Inn.

## Geografi
Unterreit ligger i Region Südostoberbayern.